# روح (فیلم ۲۰۰۳)
روح (به هندی: Bhoot) فیلمی ترسناک و دلهره آور هندی محصول سال ۲۰۰۳ و به کارگردانی رام گوپال وارما است. در این فیلم بازیگرانی همچون اجی دیوگن، اورمیلا ماتوندکار، فردین خان، ریکا، نانا پاتیکار، سیما بیسواس، ویکتور بنرجی ایفای نقش کرده‌اند.